# Доронята (Кировская область)
 Доронята  — опустевшая деревня в Афанасьевском районе Кировской области в составе Борского сельского поселения.

## География
Расположена на расстоянии примерно 10 км на северо-запад от центра поселения поселка  Бор на правом берегу реки Кама.

## История
Была известна с 1891 года как починок Шмыринский, один из Березовских починков (на 2 семьи). В 1926 году здесь (починок Доронятский или Шмыринский) дворов 3 и жителей 25, в 1950 (Доронятская) 10 и 54, в 1989 оставалось 5 человек. Нынешнее название утвердилось с 1978 года.  

## Население
Постоянное население составляло 1 человек (русские 100%) в 2002 году, 0 в 2010.